# پیر نارستانه
پیر نارستانه یا پیر نارکی مربوط به دوره قاجار است و در شهرستان یزد، در روستائی بر بلندای کوه واقع شده و این اثر در تاریخ ۱۷ خرداد ۱۳۷۸ با شمارهٔ ثبت ۲۳۵۵ به‌عنوان یکی از آثار ملی ایران به ثبت رسیده است.
زیارتگاه پیرنارکی از جاهای دیدنی مهریز در استان یزد به‌شمار می‌رود و از قدیمی‌ترین زیارتگاه‌های زرتشتیان در ایران است. زیارتگاه پیر نارستانه در ۳۰ کیلومتری شرق یزد و در روستایی کوچک در پشت کوه دُربید واقع در ارتفاعات میان یزد و خرانق قرار دارد، این زیارتگاه در دره‌ای با عمق کم واقع شده و سه طرف آن را کوه احاطه کرده است.
مسیر اصلی رسیدن به نارستانه از اردکان و پس از گذشتن از دشت وسیع خرانق است، اما اخیراً در تحقیقات باستان‌شناسی، جاده ای قدیمی به طول ۱۰ کیلومتر و عرض ۴ متر در مسیر تفت کشف شده که دیواره‌های آن تا یک متر سنگ چین است.

## پیشینه
بنای این زیارتگاه در سال ۱۳۲۴ توسط «لعل فیروز» ساخته شد و ساختمان آجری کنونی همان بنای کوچک آن است. در این روستای کوچک حدود ۱۰۰ اتاق با معماری سنتی و با بکارگیری خشت و گل برای زائران ساخته شده است.
زرتشتیان از روز سپندارمذ تشتریا در ماه تیر (دوم تیر) تا روز آذر ایزد (۶ تیر ماه) برای نیایش کردن به آنجا می‌روند. زرتشتیان ۵ روز در این نیایشگاه حضور دارند و اهورامزدا را ستایش می‌کنند و به روان و فروهر مردگان راه میهن و ارزشهای نیک انسانی درود می‌فرستند. این زیارتگاه که در گویش دری زرتشتی به آن نورسته می‌گویند دقیقاً در فاصله ۴۱ کیلومتری یزد قرار دارد.
برخی معتقد هستند که نازبانو، عروس پادشاه پارس با حملهٔ مسلمانان به فارس، به یزد می‌آید و در این کوه غیب می‌شود. تعدادی خانه خشتی سنتی با نام خیله در نزدیکی زیارتگاه ساخته‌اند تا بازدیدکنندگان و زائران بتوانند در آن‌ها استراحت کنند. روز مهر تا روز وَرَهرام از ماه امرداد (دوازده تا شانزده امرداد) تعداد زیادی از زرتشتی‌ها از سراسر ایران برای برگزاری مراسم‌های آینی و مذهبی در این نقطه جمع می‌شوند.